# Snefjorden
Snefjorden (også skrevet Snøfjorden, nordsamisk: Muorralvuotna) er en fjord i Måsøy kommune i Troms og Finnmark fylke i Norge. Fjorden har indløb mellem Nonstadneset i vest og Avløysingsneset i øst og går elleve kilometer mod sydøst til bygden Snefjord i enden af fjorden.
Den ydre del af fjorden er ikke beboet. Inderst i fjorden ligger bygden Snefjord og et par små landbrug. Snefjordholmen ligger ud for Snefjord. Fjorden er 182 meter på det dybeste, helt yderst i fjorden.
Fylkesvej 889 og Fylkesvej 162 (Finnmark) går langs den indre del af fjorden.